# Тадеуш Айдукевич
Тадѐуш Айдукѐвич (на полски: Tadeusz Ajdukiewicz; 1852 – 9 януари 1916 г.) е полски живописец и дворцов художник на австрийската императорска фамилия.

## Биография
Тадеуш Айдукевич е роден през 1852 г. във Величка. Между 1868 и 1873 г. учи живопис в Училището за изящни изкуства в Краков при Владислав Лушчкевич. Със стипендия продължава образованието си във Виена и Мюнхен (1875 – 1876). В баварската столица развива уменията си при Ото Зайц, Александър фон Вагнер. Впоследствие работи в ателието на Юзеф Бранд.
Пътува из Източна Европа, като посещава султан Абдул Хамид II в Цариград през 1884 г. През 1894 г. по покана на княз Фердинанд I пристига в България. Чрез картините си с батални сюжети и портрети на известни личности, Тадеуш Айдукевич е сред създателите на новото българско изкуство. В българския павилион на Световното изложение в Париж през 1900 г. наред с картините на Иван Бъчваров, Иван Мърквичка, Ярослав Вешин, Харалампи Тачев, Жеко Спиридонов, Борис Шац, Иван Ангелов, Петко Клисуров и Антон Митов, са показани и тези на Тадеуш Айдукевич. По-късно работи в Санкт-Петербург и Букурещ.
В Първата световна война се включва в Полските легиони на Юзеф Пилсудски, влизащи в състава на Австро-унгарската армия. Умира на 9 януари 1916 г. на бойното поле край Краков.

## Картини
В България остава известен с картините си:
- „Парад край София“ (1894 г.)
- „Преглед при Витоша (Фердинанд на маневри“ (1894 г.)
- „Портрет на Стефан Стамболов“ (1894 г.)
- „Отвличане“ (1896 г.).[1]